# 십계 (불교)
십계(十戒)는 불교에서 쓰는 용어로, 출가는 하였지만 아직 스님이 되지 않은 남자 수행자들이 지켜야 할 열가지 계율을 말하며, 사미(沙彌)가 지켜야 할 계율이라는 뜻에서 사미계(沙彌戒)라고도 부른다. 보살이 지키는 계율로 보살십계율(菩薩十戒律)이라고도 부른다.

## 내용
1. 불살생계(不殺生戒): 살아있는 것을 죽이지 말라.
2. 불투도계(不偸盜戒): 훔치지 말라.
3. 불음행계(不淫行戒): 음행하지 말라.
4. 불망어계(不妄語戒): 거짓말하지 말라.
5. 불음주계(不飮酒戒): 술 마시지 말라.
6. 부도식향만계(不塗飾香鬘戒): 향유(香油)를 바르거나 머리를 꾸미지 말라.
7. 불가무관청계(不歌舞觀廳戒): 노래하고 춤추는 것을 보지도 듣지도 말라.
8. 부좌고광대상계(不坐高廣大床戒): 높고 넓은 큰 평상에 앉지 말라.
9. 불비시식계(不非時食戒): 때가 아니면 먹지 말라. 곧, 정오가 지나면 먹지 말라.
10. 불측금은보계(不蓄金銀寶戒): 금은 보화를 지니지 말라[1]

## 사미니계
여성출가 아동녀인 사미니가 지켜야할 열가지 계율인 사미니십계와 거의 같으며, 기본 오계에 출가자에게 불필요한 낭비, 사치를 금하는 것을 더하여 사미니십계를 정했다.

## 오계
오계는 재가인이 지켜야 할 다섯가지의 계로 십계와 앞 다섯 계가 같다. 다만, 불음행계가 사음만 하지 말라는 불사음계로 바뀐다. 이것이 차이점이다. 

## 같이 보기
- 선 · 불선(악) · 무기
- 세간법과 출세간법
- 불교의 계와 죄
  - 계
  - 출가자의 계와 죄
    - 구족계
    - 사미계 또는 10계
    - 바라이죄
    - 승잔죄

  - 재가신자의 계와 죄
    - 5계와 5악

  - 출가자와 재가신자 공통의 계와 죄
    - 10선과 10악
    - 5역죄
- 다른 종교 및 단체의 계
  - 십계명: 유대교와 기독교의 계명
  - 세속오계: 화랑도의 지침 및 실천 이념
  - 삼강오륜